# Cadence of Hyrule
Cadence of Hyrule: Crypt of the NecroDancer Features The Legend of Zelda (イデンス・オブ・ハイラル: クリプト・オブ・ネクロダンサー Feat. ゼルダの伝説?, Idensu Obu Hairaru: Kuriputo Obu Nekuro Dansā Feat. Zeruda no densetsu), o semplicemente Cadence of Hyrule, è un videogioco ritmico sviluppato da Brace Yourself Games e pubblicato da Nintendo. Il gioco è un crossover di Crypt of the NecroDancer con The Legend of Zelda, che combina il movimento basato sul ritmo e la meccanica di combattimento con elementi tipici del franchise di The Legend of Zelda. Il gioco è stato pubblicato per Nintendo Switch il 13 giugno 2019.

## Modalità di gioco
Cadence of Hyrule combina il gameplay basato sul ritmo di Crypt of the NecroDancer con ambientazioni, personaggi e musica della serie The Legend of Zelda. I giocatori giocano la maggior parte del gioco come Link, Zelda, oppure altri personaggi di NecroDancer, come Cadence, che si sbloccano avanzando nel gioco o completando determinate missioni. Ognuno  di essi dispone di abilità uniche. I giocatori si avventurano in tutto il mondo, composto da regioni predefinite e mappe relative all'ambientazione di Zelda come il castello di Hyrule o Monte Morte, ma il cui posizionamento relativo viene generato proceduralmente per ogni nuovo file di salvataggio. Questa mappa rimane la stessa per tutto il gioco, ma alcuni dungeon come quelli che si trovano nei templi sono generati casualmente ogni volta che vengono visitati.
Ogni volta che i nemici si trovano in un'area, il giocatore è tenuto a muoversi e attaccare a tempo con la musica utilizzando i pulsanti direzionali, ricevendo moltiplicatori bonus e ricompense extra disponibili se i movimenti avvengono a ritmo. Durante il gioco, il giocatore può trovare o acquistare armi e attrezzature, come pale per scavare nella sporcizia o torce che possono rivelare il contenuto dei forzieri, nonché oggetti ricorrenti di Zelda come archi, bombe e rampini.
Il giocatore perderà rupie accumulate e oggetti temporanei se perde tutti i suoi punti vita. I diamanti, che possono essere trovati nei sotterranei o guadagnati sconfiggendo ogni nemico in un'area, vengono conservati anche in caso di sconfitta. Il gioco presenta modalità opzionali come la "modalità a battuta fissa", che elimina la necessità di riprodurre la musica, e la modalità permadeath, che sfida i giocatori a giocare per tutta la campagna senza morire nemmeno una volta. Il gioco può anche essere giocato in cooperazione con un secondo giocatore sulla stessa unità Switch nel quale ogni giocatore che usa un Joy-Con per muoversi.

## Sviluppo
Cadence of Hyrule è stato sviluppato da Brace Yourself Games, diretto dal creatore di Crypt of the NecroDancer Ryan Clark. Lo sviluppo ebbe inizio quando Clark si rivolse a Nintendo per chiedere il permesso di utilizzare i contenuti di The Legend of Zelda come DLC per il porting del gioco per Nintendo Switch. Clark avrebbe in seguito affermato che l'interesse reciproco per l'idea era cresciuto "più velocemente di quanto si aspettassero". Il progetto alla fine culminò in un nuovo titolo crossover. Il progetto venne descritto come una new entry nella serie Crypt of the NecroDancer, ma capace di funzionare anche come un titolo di Legend of Zelda. Clark dichiarò di essere stato entusiasta nel lavorare con la colonna sonora di The Legend of Zelda, in virtù delle composizioni musicali della serie e dell'uso di strumenti come principale meccanica di gioco. Sebbene Nintendo avesse già collaborato con studi ed aziende di terze parti più grandi su titoli relativi alla sua proprietà intellettuale, come Ubisoft, Atlus e Capcom, Cadence of Hyrule risulta una delle poche volte in cui Nintendo ha ceduto le sue proprietà a un piccolo sviluppatore indipendente.
Il compositore Danny Baranowsky realizzò la colonna sonora di 25 brani, che comprende remix di diversi brani classici di Zelda. Parte dello stile pixel art per il gioco venne sviluppato dai membri del team artistico di Sonic Mania.
Il gioco è stato annunciato il 20 marzo 2019, alla fine di una presentazione "Nindies" del Nintendo Direct ed è stato pubblicato il 13 giugno 2019.
Un contenuto scaricabile gratuitamente (DLC) per il gioco è stato aggiunto il 18 dicembre 2019. Include contenuti aggiuntivi basati sulla trama, e Octavo come personaggio giocabile e una modalità Dungeons. Tre DLC aggiuntivi a pagamento sono stati annunciati a luglio 2020 e possono essere acquistati singolarmente o come parte di un Season Pass. Il primo, pubblicato il 20 luglio 2020, aggiunge al gioco cinque personaggi giocabili da The Legend of Zelda e Crypt of the Necrodancer, ciascuno con le proprie mosse e attacchi speciali. Il secondo, pubblicato il 31 agosto 2020, è un pacchetto contenente tracce musicali aggiuntive per il gioco arrangiate da Jules "FamilyJules" Conroy, Alex "A_Rival" Esquivel e Chipzel. Il DLC finale, pubblicato il 23 settembre 2020, è una nuova avventura intitolata "Symphony of the Mask", con protagonista Skull Kid di The Legend of Zelda: Majora's Mask, che include nuove mappe, modalità e musiche. Inoltre, il 23 ottobre 2020 è stata realizzata una versione fisica del gioco comprendente tutti i DLC.

## Accoglienza
| Testata               | Giudizio |
| --------------------- | -------- |
| Metacritic (media al) | 85/100   |
| Destructoid           | 9,5/10   |
| Game Informer         | 7,75/10  |
| Game Revolution       | 4,5/5    |
| GameSpot              | 8/10     |
| IGN                   | 8,8/10   |
| Jeuxvideo.com         | 17/20    |
| Nintendo Life         | 9/10     |
| Nintendo World Report | 9,5/10   |
| RPGamer               | 4/5      |
| ShackNews             | 9/10     |
| USgamer               | 4,5/5    |

Cadence of Hyrule ha ricevuto "recensioni generalmente favorevoli" secondo l'aggregatore di recensioni Metacritic. The Verge ha apprezzato "il fascino rétro" dello stile del gioco rispetto al più realistico The Legend of Zelda: Breath of the Wild.
Cadence of Hyrule è stato il gioco digitale più venduto per Nintendo Switch durante la sua prima settimana di uscita in Giappone.  La versione fisica ha venduto 1 539 copie nella prima settimana in vendita in Giappone, diventando così il ventiquattresimo gioco al dettaglio più venduto della settimana nel paese.

### Premi
| Anno | Premio                      | Categoria                                                 | Esito           | Nota   |
| ---- | --------------------------- | --------------------------------------------------------- | --------------- | ------ |
| 2019 | 2019 Golden Joystick Awards | Miglior Audio                                             | Candidato/a     | [ 27 ] |
| 2019 | 2019 Golden Joystick Awards | Gioco dell'Anno Nintendo                                  | Candidato/a     | [ 27 ] |
| 2019 | The Game Awards 2019        | Miglior Sonoro                                            | Candidato/a     | [ 28 ] |
| 2020 | NAVGTR Awards               | Miglior Gioco, Miglior Gioco Musicale o Performance-based | Vincitore/trice | [ 29 ] |
| 2020 | 18th Annual G.A.N.G. Awards | G.A.N.G. / MAGFest People's Choice Award                  | Vincitore/trice | [ 30 ] |